# Mežaparks
Mežaparks (în germană Kaiserwald) este un cartier al Districtului Nord din Riga, capitala Letoniei. Este situat pe țărmul vestic al lacului Ķīšezers. Numele este tradus literal ca Parcul Pădurii sau Pădurea Imperială. Parcul a fost construit la începutul secolului al XX-lea și a fost inițial numit Kaiserwald. Numele modern, Mežaparks, este folosit din 1924. A fost unul dintre primele orașele grădină din lume. În cartier se aflau un număr mare de vile Art Nouveau și eclectice pentru locuitorii clasei superioare din Riga. În timpul celui de-al Doilea Război Mondial, lagărul de concentrare din Kaiserwald a fost situat în acest parc, iar mulți evrei, țigani, comuniști și alți adversari ai guvernării naziste au fost uciși în aceste păduri (din care 18 mii de evrei). 
Astăzi este încă una dintre cele mai bogate zone din Riga. Marea Casa Armonică Mežaparks (în letonă: Mežaparka Lielā estrāde) găzduiește festivalul leton al cântecului și dansului la începutul lunii iulie la fiecare cinci ani. 
Mežaparks este, de asemenea, gazda Grădinii Zoologice din Riga (deschisă la 14 octombrie 1912) și a zeci de monumente de arhitectură de la începutul secolului al XX-lea. Aflat pe malul lacului, cartierul Mežaparks permite diverse activități sportive nautice. Există, de asemenea, un parc de distracții în Mežaparks, ceea ce face cartierul o destinație populară de vară pentru locuitorii din Riga. 
Cimitirul Pădurii din Riga se află între cartierele Mežaparks și Čiekurkalns.

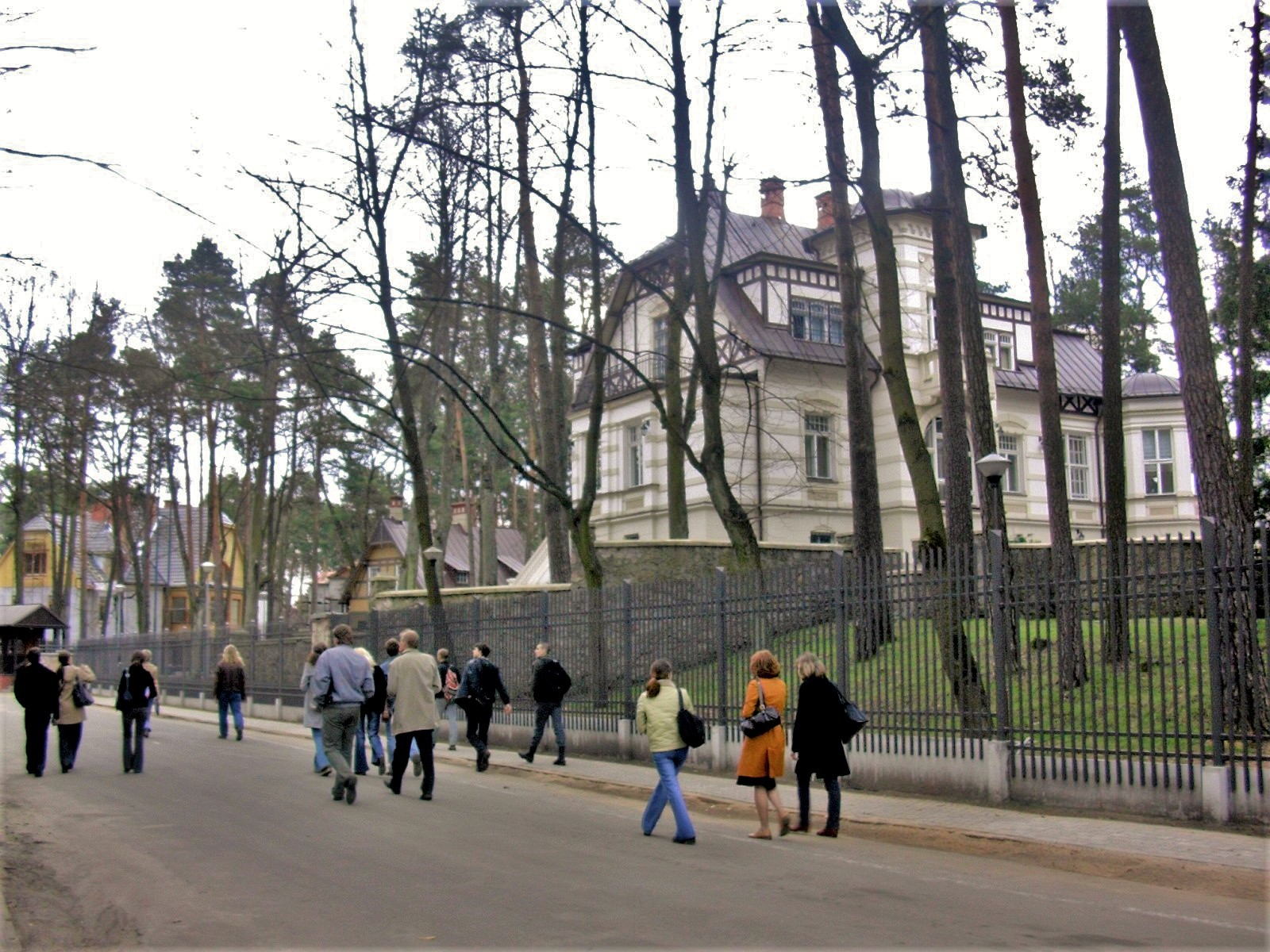
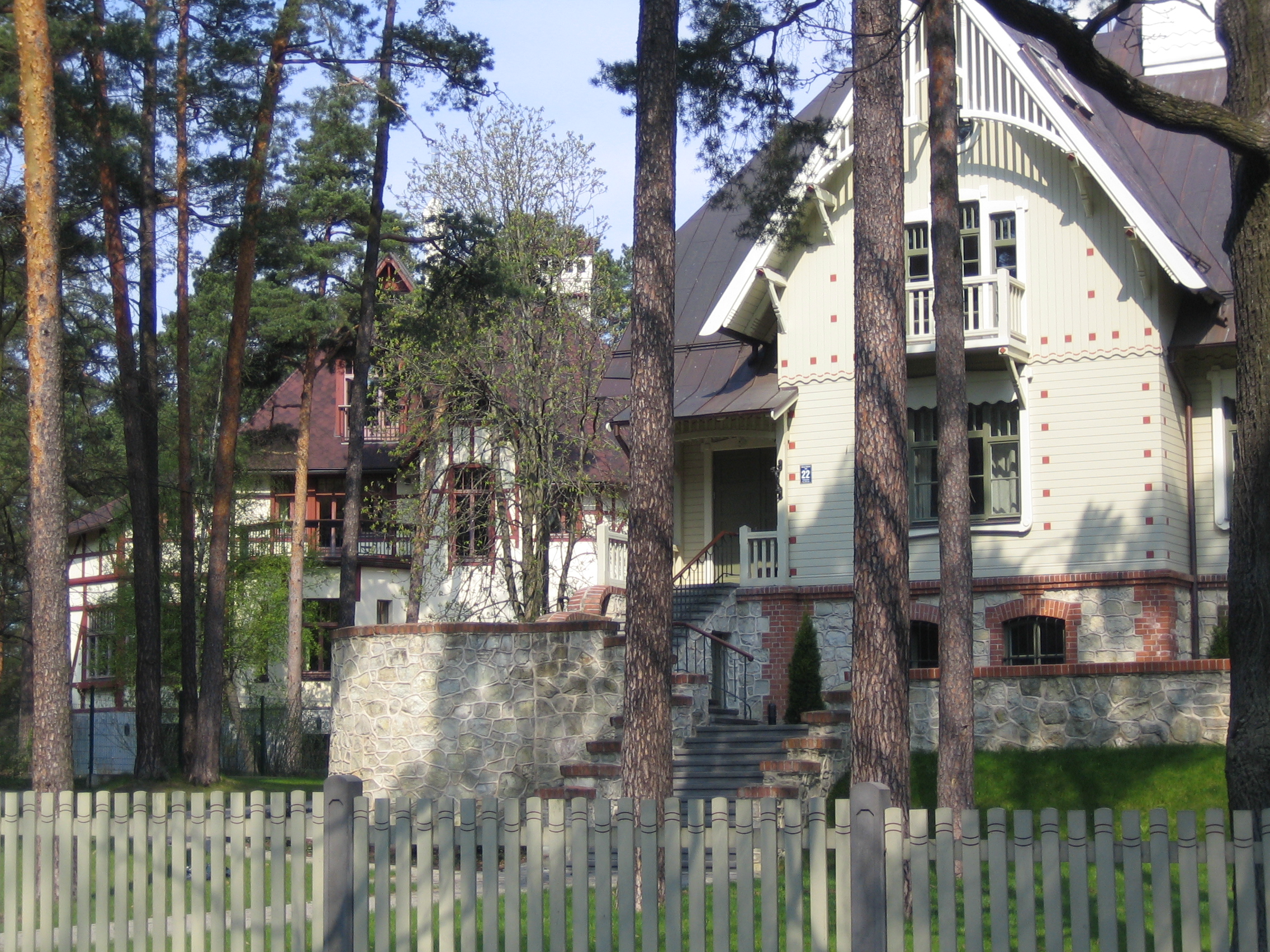
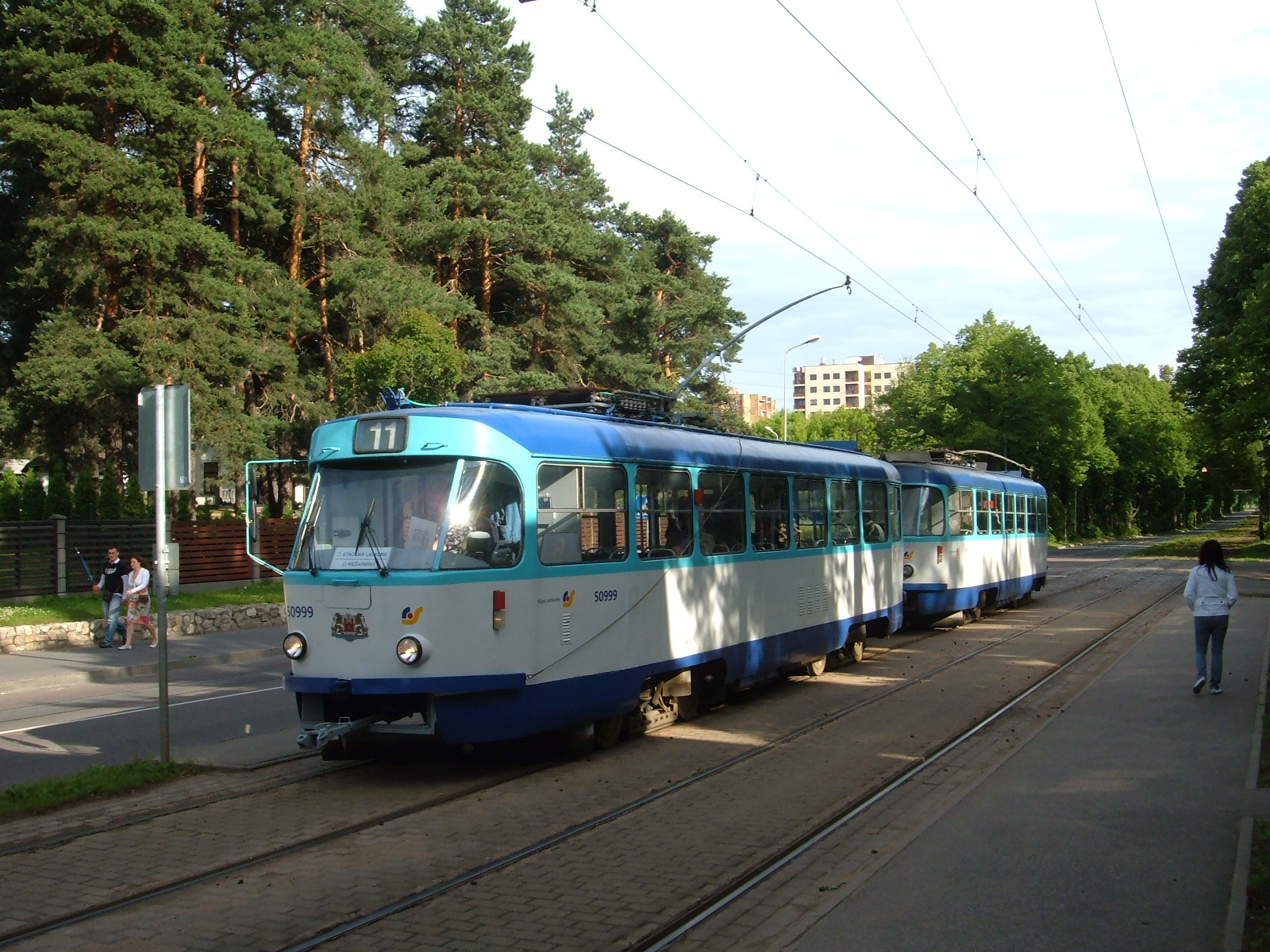
Tramvaie în Mežaparks.
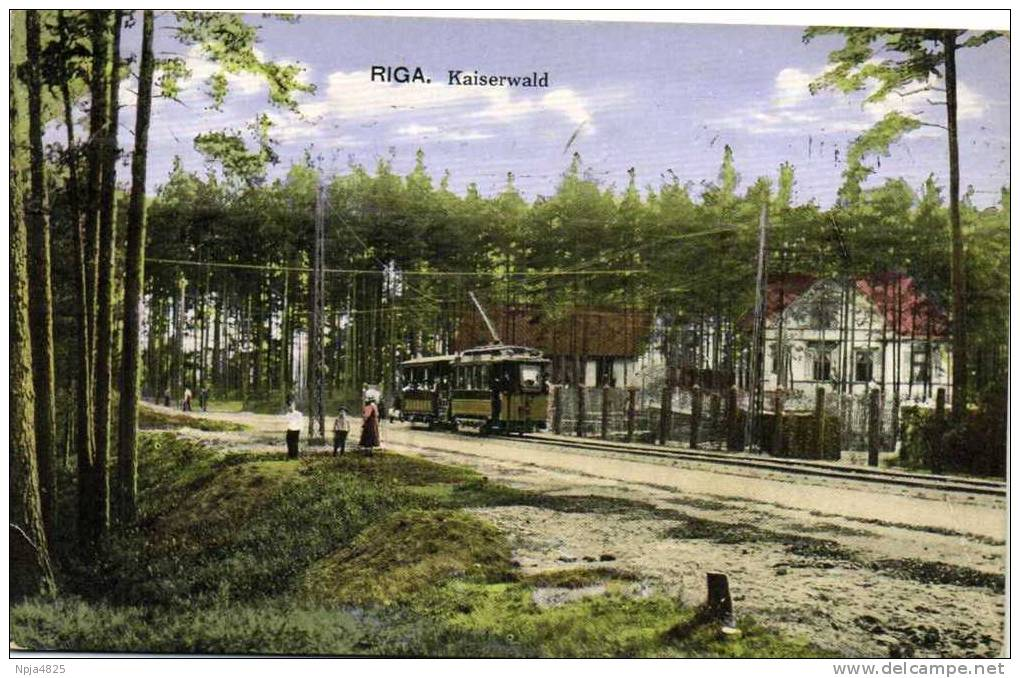
Mežaparks la înc. sec. XX.